# José da Cruz Policarpo
José da Cruz Policarpo, né le 26 février 1936 à Alvorninha et mort le 12 mars 2014 à Lisbonne, au Portugal, était un cardinal portugais, Patriarche de Lisbonne de 1997 à 2013.
José da Cruz Policarpo a été Patriarche de Lisbonne durant 15 ans, de 1998 à 2013, et a été créé cardinal en 2001 par Jean-Paul II. Né à Alvorninha, au centre du Portugal, José da Cruz Policarpo avait été ordonné prêtre le 15 août 1961. Tout au long de sa carrière, il a été un promoteur de la formation des jeunes et du dialogue entre les cultures. Ses années d’études en France, au milieu des années 1960 à l’université de Strasbourg, l’avaient particulièrement marqué dans ces deux domaines.
En tant que préfet puis recteur du séminaire de Lisbonne, il a fortement participé à l’expansion de l’Église portugaise à partir de 1970, notamment par l’encouragement des mouvements. Jouissant d’une forte notoriété auprès des catholiques de son pays, il avait été souvent sollicité par les communautés nouvelles et les mouvements de laïcs pour ses enseignements sur l’engagement des laïcs dans l’Église.

## Biographie

### Prêtre
José da Cruz Policarpo a suivi ses études à Rome où il a obtenu un doctorat en théologie à l’Université pontificale grégorienne.
Il est ordonné prêtre le 15 août 1961 pour le diocèse de Lisbonne par le cardinal Manuel Gonçalves Cerejeira.
Il a consacré son ministère sacerdotal à l’enseignement, comme directeur puis recteur de séminaire, puis comme doyen de la faculté de théologie de l’Université catholique portugaise. Il sera par la suite recteur de cette même université de 1988 à 1996.

### Évêque
Nommé évêque auxiliaire de Lisbonne au Portugal le 26 mai 1978, il a été consacré le 29 juin suivant par le cardinal António Ribeiro.
Le 5 mars 1997, il est nommé patriarche coadjuteur de Lisbonne avant de devenir patriarche titulaire le 24 mars 1998.
Il a présidé la Conférence épiscopale portugaise de 1999 à 2005. Il se retire de sa charge patriarcale le 18 mai 2013. Quelques jours auparavant, le 13 mai, jour anniversaire de la première apparition de Fatima, il avait, à la demande pape François, consacré le pontificat à Notre-Dame de Fátima.

### Cardinal
Jean-Paul II le crée cardinal lors du consistoire du 21 février 2001 avec le titre de cardinal-prêtre de S. Antonio in Campo Marzio. Il participe au conclave de 2005 et à celui de 2013 qui élisent respectivement les papes Benoît XVI et François.
En janvier 2004, il intègre par ailleurs la « mafia de Saint-Gall ».
Au sein de la curie romaine, il est membre de la Congrégation pour l’éducation catholique, du Conseil pontifical pour les laïcs et du Conseil pontifical pour la culture.